# Kanton Bordeaux-6
Bordeaux-6 is een voormalig kanton van het Franse departement Gironde. Het kanton maakte deel uit van het arrondissement Bordeaux. Het kanton werd opgeheven bij decreet van 20 februari 2014, met uitwerking op 22 maart 2015.
Het kanton omvatte uitsluitend een deel van de gemeente Bordeaux.